# Masayuki Suzuki taste of martini tour 2015 Step 1.2.3 〜Martini Dictionary〜
『Masayuki Suzuki taste of martini tour 2015 Step 1.2.3 〜Martini Dictionary〜』（マサユキ スズキ テイスト オブ マティーニ ツアー 2015 ステップ ワン ツー スリー マティーニ ディクショナリー）は、2015年12月9日に発売された鈴木雅之のライブ・ビデオ。

## 解説
鈴木雅之デビュー35周年イヤーを締めくくり、リリースされたLIVE DVD。2015年3月、デビュー35周年を迎え発売した、初のオールタイム・ベスト・アルバム『ALL TIME BEST 〜Martini Dictionary〜』を携え全国20か所を回った同名のツアーから、埼玉・大宮ソニックシティの模様を完全収録。ベスト・アルバム収録曲を中心に、シャネルズ、ラッツ&スター、鈴木雅之のソロという全時代のヒット曲を惜しげもなく完全網羅したメモリアルなステージとなっている。映像化された大宮での公演には佐藤善雄、桑野信義がゲストとして登場。35年の歴史をたどる、鈴木雅之の魅力が詰まった映像作品。

## 収録曲
| 全編曲: 小松秀行。 |                                                        |                                         |                                         |
| #                  | タイトル                                               | 作詞                                    | 作曲                                    |
| 1.                 | 「Liberty」                                            | Minnie Shady、AKI                       | 吉田美奈子                              |
| 2.                 | 「もう涙はいらない」                                   | 西尾佐栄子                              | 中崎英也                                |
| 3.                 | 「Guilty」                                             | 竹内まりや                              | 山下達郎                                |
| 4.                 | 「別れの街」                                           | 小田和正                                | 小田和正                                |
| 5.                 | 「路（交差点）」                                       | 大下きつま                              | 安雲公亮                                |
| 6.                 | 「星屑の町」                                           | 東條寿三郎                              | 安部芳明                                |
| 7.                 | 「Who Put The Bomp “In The Bomp Bomp Bomp”」           | Gerry Goffin、Barry Mann                | Gerry Goffin、Barry Mann                |
| 8.                 | 「Stand By Me」                                        | Ben E. King、Jerry Leiber、Mike Stoller | Ben E. King、Jerry Leiber、Mike Stoller |
| 9.                 | 「Boy, I'm gonna try so hard.」                        | 槇原敬之                                | 槇原敬之                                |
| 10.                | 「十三夜」                                             | さだまさし                              | さだまさし                              |
| 11.                | 「Tシャツに口紅」                                      | 松本隆                                  | 大瀧詠一                                |
| 12.                | 「おやすみロージー 〜Angel Babyへのオマージュ〜」      | 山下達郎                                | 山下達郎                                |
| 13.                | 「Interlude」                                          | 高尾直樹                                | 高尾直樹、小松秀行                      |
| 14.                | 「DRY・DRY」                                           | 西尾佐栄子                              | 鈴木雅之                                |
| 15.                | 「純愛」                                               | 斉藤和義                                | 斉藤和義                                |
| 16.                | 「違う、そうじゃない」                                 | 朝水彼方                                | 中崎英也                                |
| 17.                | 「恋人」                                               | 西尾佐栄子                              | 松尾清憲                                |
| 18.                | 「ガラス越しに消えた夏」                               | 松本一起                                | 大沢誉志幸                              |
| 19.                | 「You'll Be Mine」(アンコール)                         | 田代マサシ                              | 鈴木雅之                                |
| 20.                | 「星くずのダンス・ホール」(アンコール)                 | 麻生麗二                                | 鈴木雅之                                |
| 21.                | 「トゥナイト」(アンコール)                             | 湯川れい子                              | 井上忠夫                                |
| 22.                | 「憧れのスレンダー・ガール」(アンコール)               | 田代マサシ                              | 鈴木雅之                                |
| 23.                | 「Boogie Woogie Teenage」(アンコール)                  | Leroy Jenkins                           | Leroy Jenkins                           |
| 24.                | 「め組のひと」(アンコール)                             | 麻生麗二                                | 井上大輔                                |
| 25.                | 「夢で逢えたら」(アンコール)                           | 大瀧詠一                                | 大瀧詠一                                |
| 26.                | 「ランナウェイ」(アンコール)                           | 湯川れい子                              | 井上忠夫                                |
| 27.                | 「出会えてよかった 〜 君を抱いて眠りたい」(アンコール) |                                         |                                         |
| 特典映像.          | 「公開ウォーミングアップ」                             |                                         |                                         |